# 인생앨범, 예스터데이
《인생앨범, 예스터데이》는 대한민국의 MBN에서 방송된 예능 프로그램이다.

## 기획 의도
연예계에서 활약한 '레전드'를 한 명씩 초대해 인생 굴곡 등 이야기를 나눈 뒤 가수들이 그의 인생곡을 불러주는 토크와 음악이 결합된 예능 프로그램이다.

## 방송 일정
| 방송 채널 | 방송 기간                          | 방송 시간                       | 비고 |
| --------- | ---------------------------------- | ------------------------------- | ---- |
| MBN       | 2020년 11월 6일 ~ 2020년 12월 25일 | 매주 금요일 밤 11시 ~ 12시 40분 |      |
| MBN       | 2021년 1월 8일 ~ 2021년 1월 29일   | 매주 금요일 밤 10시 ~ 12시      |      |

## 출연진
- 안재욱
- 김재환
- 주현미

## 에피소드 목록

### 2020년
- 1회, 11월 6일 - 주현미
- 2회, 11월 13일 - 설운도
- 3회, 11월 20일 - 송승환
- 4회, 11월 27일 - 진성
- 5회, 12월 4일 - 쎄시봉
- 6회, 12월 11일 - 최성수
- 7회, 12월 18일 - 강부자
- 8회, 12월 25일 - 이순재

### 2021년
- 9회, 1월 8일 - 하춘화
- 10회, 1월 15일 - 조항조
- 11회, 1월 22일 - 남진 1부
- 12회, 1월 29일 - 남진 2부